# Libre te quiero
Libre te quiero es una película documental de 2012 dirigida por Basilio Martín Patino que narra la Acampada de Sol organizada por el Movimiento 15-M en la Puerta del Sol de Madrid desde mayo a octubre del año 2011.

## Origen del títuloLibre te quiero
Libre te quiero es el título de un poema del escritor Agustín García Calvo. A dicho poema le pondrá música el compositor y cantante Amancio Prada en el disco grabado en 1979 Canciones de amor y celda.  El poema cantado por Amancio Prada está incluido en la banda sonora de la película de Basilio Martín Patino.

## Sinopsis
La película, filmada en 2011, comienza con imágenes de la llegada de manifestantes del 15M a la Puerta del Sol, continúa con el establecimiento de la denominada Acampada Sol, donde se inician múltiples actividades y asambleas, constituyéndose una forma de ciudad paralela asamblearia. La estructura de la Acampada del Sol del 15M se extiende tanto a numerosos barrios de Madrid como a muchas ciudades españolas. Las imágenes constatan los sucesos dejando que los rostros hablen por sí solos. Termina describiendo el fin de la acampada.

## Rodaje y estreno
En 2011 durante las Protestas ciudadanas del movimiento 15-M Martín Patino inicia el rodaje de Libre te quiero, documental que se estrenó en la Seminci de Valladolid en octubre de 2012 y que narra los acontecimientos ocurridos en Madrid durante mayo y octubre de 2011.